# Kwiatek czysty smutnego sierca
Kwiatek czysty smutnego sierca – polska  średniowieczna anonimowa pieśń maryjna, spisana prawdopodobnie w XV wieku. Utwór opiera się na średniowiecznej symbolice kolorów i kwiatów, i związanych z nimi zalet, przypisywanych Maryi – niewinności, skromności, pokory, skłonności do męczeństwa i skupieniu na życiu duchowym. 
Wiersz składa się z 8 strof. Kolejne strofy rozpoczynają się od opisu koloru i gatunku kwiatu, odpowiadającego Marii i uosabianym przez nią cnotom. Po każdej zwrotce następuje czterowersowy refren o treści: A czemu nam smutek, / Gdy ta Panna wiesiele, / A przy naszym skonaniu / Wieczne ucieszenie.
Pojawiające się w utworze kwiaty to kolejno:
- biała lilia (strofa 2) – biel reprezentowała w średniowieczu czystość, niewinność, światło, aniołów i proroków. Lilia kojarzona była natomiast z czystością.
- czerwona róża (strofa 3) – w średniowieczu czerwień mogła symbolizować władzę świecką (jeśli miała odcień purpurowy) lub, jeśli miała odcień cynobrowy, kojarzona była z krwią Jezusa i serafinami. Róża tej barwy kojarzona była z męczeńską śmiercią.
- zielony kwiatek (strofa 4) – zieleń była w średniowieczu kolorem Raju.
- modry fiołek (strofa 5) – błękitne kwiaty reprezentowały życie kontemplacyjne, uduchowienie i czystość. Błękit był również atrybutem Marii.
- brunatny kwiatek (strofa 6) – badacze dopatrują się w nim dziurawca, hiacyntu lub koniczyny. Nazwy wszystkich tych roślin mają po łacinie końcówkę -ium, odpowiadałyby więc sformułowaniu dei filium (Boży syn). Kolor brunatny mógł reprezentować noc. Brunatny kwiat byłby więc Marią, która urodziła syna bożego nocą[1].
- czarny kwiatek (strofa 7) – czerń oznaczała ówcześnie pokorę, ubóstwo, rezygnację z pokus doczesnych i skromność.

Dwuwersowe strofy pisane są nieregularnym dziewięciozgłoskowcem, rymowane są parzyście i oparte na konstrukcji anaforycznej, przywołującej kolejne rośliny i ich barwy w początkach strofy. Refren jest czterowersowy, pisany sześcio- i siedmiozgłoskowcem (6, 7, 7, 6). 
Utwór został opublikowany przez Władysława Nehringa, który z kolei opierał się na odpisie sporządzonym przez Wojciecha Kętrzyńskiego.